# Fyrtalsros
Fyrtalsros (Rosa omeiensis), en art i familjen rosväxter som växer naturligt i södrea, centrala och östra Kina, samt i Korea.
Arten odlas som prydnadsväxt i Sverige. Oftast är det formen vingros (f. pteracantha) som odlas för sina vackra taggar.
Ibland räknas fyrtalsros som en underart till den närstående Rosa sericea.
Fyrtalsrosen är en lövfällande buske som blir 1–4 meter hög. Grenarna är tunna och saknar taggar eller har taggar i par under bladskaften. Taggarna är raka och avsmalnande mot basen, ibland vinglika, de kan bli 1,5 cm långa och upp till 3 cm breda vid basen. Stammarna har ibland täta borttaggar. Bladen är parbladiga med 5–17 småblad och har ibland taggar längs huvudnerven. Småbladen blir 8–30 mm långa och 4–10 mm breda och kan vara kala, ludna och ibland klibbhåriga.
Blommorna sitter ensamma i längs grenarna och blir 2,5–3,5 cm vida. Foderbladen är fyra. Kronbladen är också fyra, vita. Nyponen är klart röda till gula, ibland tvåfärgade, omvänt äggrunda till päronformade med uppsvällda skaft och kvarsittande foderblad. Arten blommar tidigt på sommaren och nyponen mognar under sommaren och faller tidigt.
Fyrtalsros är lik Rosa sericea, men den senare har runda nypon utan uppsvällda skaft.

## Former
Arten är mångformig och fyra former kan urskiljas:
- f. omeiensis - har bladundersidor som är ludna eller nästan kala, men utan klibbhår.
- f. glandulosa - har bladundersidor som är tätt klibbhåriga.
- f paucijuga - har endast 5-9 kala småblad och är en övergångsform mot Rosa sericea.
- Vingros (f. pteracantha) - har djupt purpurröda, vinglika taggar.

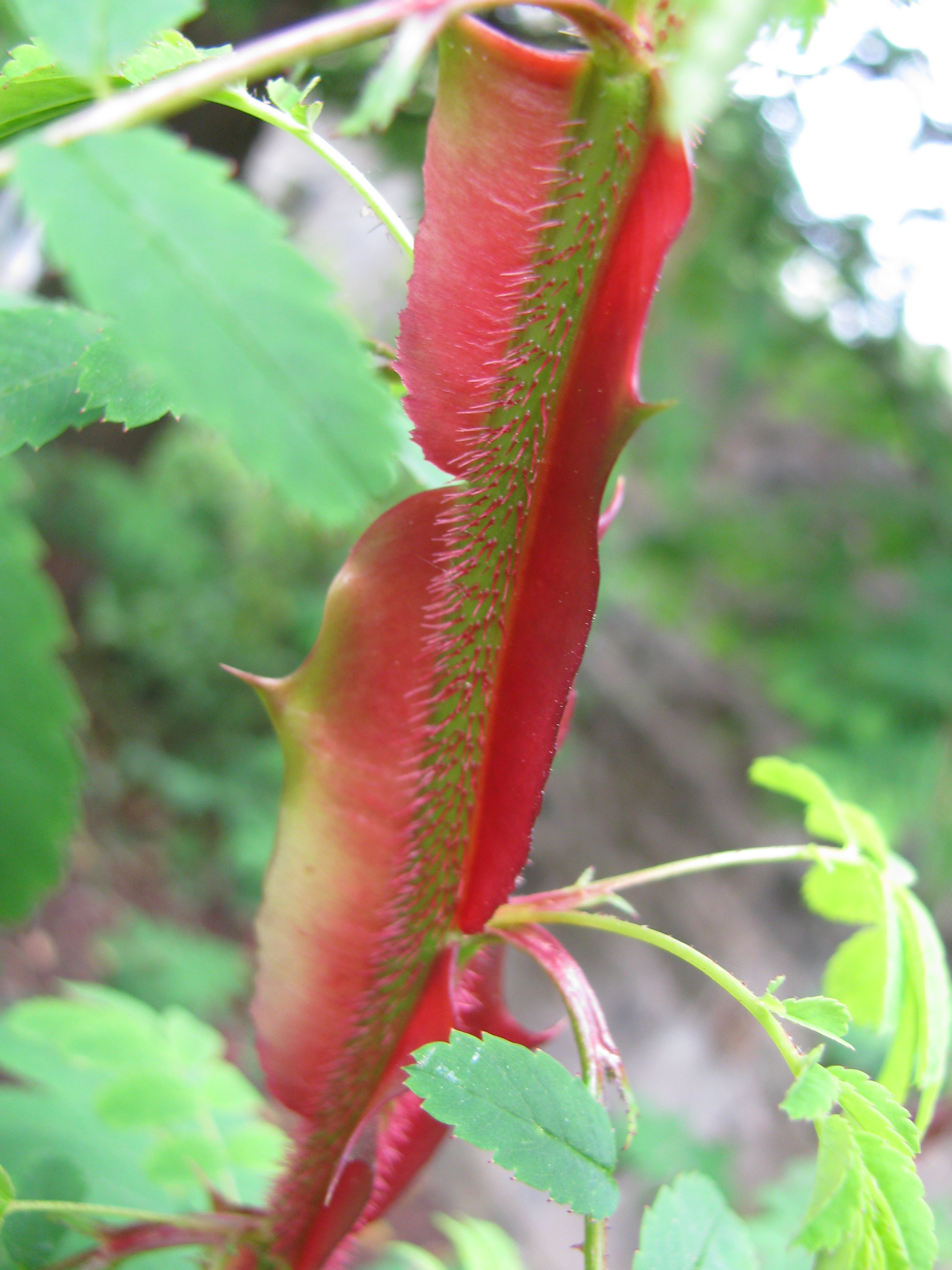
Den röda vinglika taggen hos en Vingros.